# 프라슬랭섬

프라슬랭섬

프라슬랭섬(Praslin)은 세이셸의 섬으로 면적은 38km2, 인구는 6,500명이다. 마에섬에 이어 세이셸에서 2번째로 큰 섬이며 마에 섬에서 북동쪽으로 44km 정도 떨어진 곳에 위치한다.
1744년 프랑스의 탐험가 라자르 피코(Lazare Picault)에 의해 팔메섬(Isle de Palmes)이라고 명명되었다. 당시 이 섬은 해적의 은신처와 아랍 상인들의 기항지로 이용되고 있었다. 1768년 프랑스의 외무장관 세자르 가브리엘 드 슈아죌(César Gabriel de Choiseul)에서 이름을 딴 프라슬랭섬으로 바뀌어 오늘에 이른다.